# Morro de São Paulo

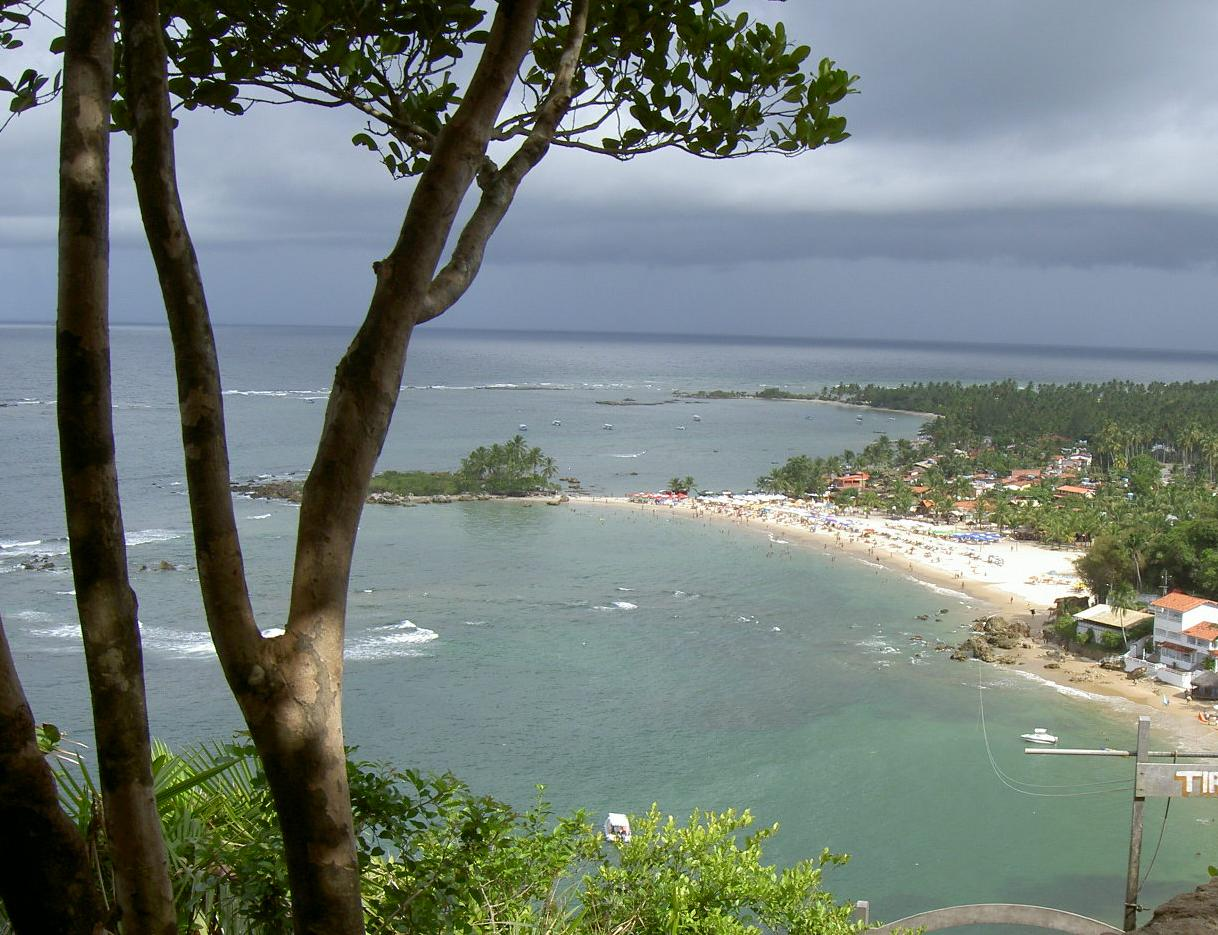
La butte de São Paulo.

Le Morro de São Paulo est un village situé sur l'île de Tinharé, sur la commune de Cairu dans l'État brésilien de Bahia. Il tient ses racines dans le Brésil colonial. Actuellement, ses plages sont fréquentées par de nombreux touristes brésiliens et étrangers.

## Histoire
Martim Afonso de Sousa débarque sur l'île en 1531 et la baptise du nom de Tynharéa. En raison de sa localisation géographique privilégiée, elle fut le lieu de nombreuses attaques d'escadres françaises et hollandaises. Elle fut une sorte de zona franca de pirates et corsaires pendant la période coloniale.
Jean III de Portugal l'a placée sous la juridiction de la Capitainerie d'Ilhéus, en a accordé la propriété à Jorge Figueiredo Correa et a désigné Francisco Romero pour la colonisation de ses terres. Les fréquentes attaques d'Indiens, Aymorés et Tupiniquins sur le continent favoriseront un peuplement des îles. En 1535 naissait au nord de l'île le village du Morro de São Paulo.
Le Morro de São Paulo protégeait la « fausse barre de la baie de tous les Saints », entrée stratégique du canal de Itaparica jusqu'au fort de Santo Antônio (aujourd'hui Phare de la Barra). Le canal de Tinharé était essentiel pour l'écoulement de la production agricole, notamment en direction de la capitale, Salvador de Bahia. L'importance géographique de l'île pendant la période coloniale justifie sa richesse en monuments historiques, aujourd'hui classés au Patrimoine historique brésilien.

## Chronologie
- 1531 – Débarquement de Martim Afonso de Sousa et début de la colonisation.
- 1535 – Fondation du village de Morro de São Paulo à l'extrême nord de l'île par Francisco Romero et la population locale.
- 1624 – En route pour Salvador, le commandant Johan Van Dortt et son escadre découvrent l'ile.
- 1628 – L'île est attaquée et saccagée par l'amiral hollandais Pieter Pieterzoon Hiyn.
- 1630 – Début de la construction de la forteresse de Morro de São Paulo, sur ordre du Gouverneur général Diogo Luiz de Oliveira.
- 1728 – Fin de la construction du Forte da Ponta. Les troupes portugaises mettent en déroute l'amiral français  Nicolas Durand de Villegagnon.
- 1746 – Construction de la Fonte Grande, le plus grand système de transport et fourniture d'eau de l'État de Bahia durant la période coloniale.
- 1845 – Fin des travaux de l'église et couvent de Santo Antônio.
- 1855 – Construction du Phare de Morro de São Paulo.
- 1859 – L'île reçoit la visite de la famille impériale brésilienne et de Pierre II du Brésil.

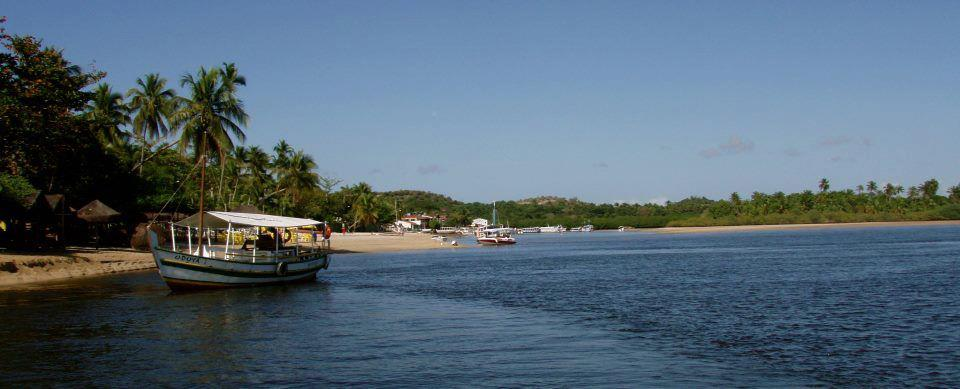

## Caractéristiques modernes
Les plages de cette région comptent parmi les plus estimées du Brésil. La circulation automobile y est interdite, à l'exception des navettes offertes par les hôtels les plus éloignés de la plage. Des charrettes sont disponibles à la location. Les plages y sont numérotées, de 1 (située dans la ville elle-même) à 5 (pour la plus éloignée de la  ville à environ 6 km). Les plages les plus fréquentées et animées sont celles situées près de la ville.
Le sommet de la butte, depuis le phare, dispose d'une vue plongeante intéressant les touristes. Les ruines d'une ancienne forteresse portugaise se visitent à pied.